# Parafia Najświętszej Maryi Panny Matki Kościoła w Ruchnej
Parafia pw. Najświętszej Maryi Panny Matki Kościoła w Ruchnie – rzymskokatolicka parafia należąca do dekanatu węgrowskiego, diecezji drohiczyńskiej, metropolii białostockiej.

## Historia
W Liście Pasterskim 8 grudnia 2006 roku biskup Antoni Pacyfik Dydycz przedstawił potrzebę powołania parafii w Ruchnie. Do dzieła organizacji nowej parafii oddelegował dekretem z dnia 5 marca 2009 roku ks. mgr. Andrzeja Chludzińskiego, wikariusza parafii Kosów Lacki. 
3 maja 2009 ordynariusz drohiczyński erygował parafię. Nowa parafia została wydzielona z parafii św. Piotra z Alkantary i św. Antoniego z Padwy w Węgrowie. 

## Miejsca święte

### Kościół parafialny
Plac pod budowę został poświęcony 1 czerwca 2009 r. przez ks. bp. Antoniego P. Dydycza. W dniu 28 sierpnia 2011 roku ks. bp Antoni P. Dydycz poświęcił i wmurował kamień węgielny pod budowę nowej świątyni pw. Najświętszej Maryi Panny Matki Kościoła, której projekt wykonał inż. arch. Józef Żołądkowicz. Kościół został konsekrowany przez Bp Antoniego Dydycza 20 maja 2013.

## Obszar parafii

### Miejscowości i ulice
W granicach parafii znajdują się miejscowości:
- Ruchna,
- Ruchenka